# Neoplanorbis smithi
Neoplanorbis smithi е изчезнал вид коремоного от семейство Planorbidae.